# Amos Kenan

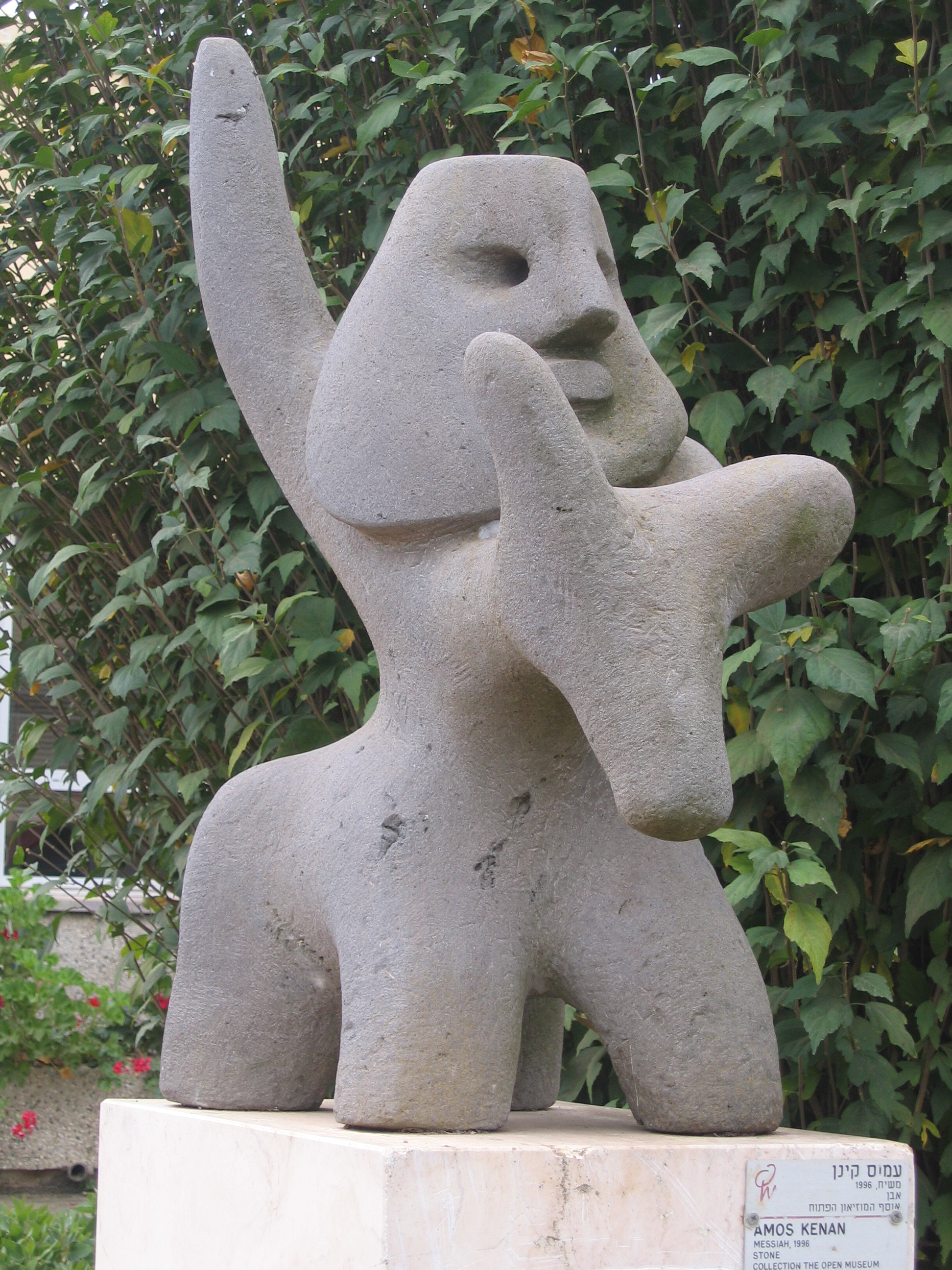
"Mesia", sculptură din anul 1966

Amos Kenan, sau Keinan (în ebraică עמוס קינן, numele la naștere Amos Levin, n. 2 mai 1927, Tel Aviv, Palestina sub mandat britanic – d. 4 august 2009, Tel Aviv, Israel) a fost un scriitor, publicist, dramaturg, traducător și sculptor israelian
În tinerețe ,a luptat în Războiul de independență al Israelului, în rândurile micii organizații sioniste revizioniste extremiste Lehi (Luptătorii pentru libertatea Israelului), cunoscută și ca „Grupul Stern”. Ulterior și-a început cariera jurnalistică, având o rubrică personală "Uzi $ Co" în ziarul „Haaretz”, în care a criticat cu vehemență politica  partidului social-democrat Mapai, care a dominat în anii 1950-60 viața politică a Israelului. În acea perioadă a fost apropiat de mișcarea canaananistă. La începutul anilor 1950 a fost judecat ca suspect de atentat terorist asupra domiciliului ministrului transporturilor David Tzvi Pinkas (din liderii Partidului Național-Religios, care a fost rănit). dar a fost achitat din lipsă de probe suficiente.Între anii 1954-1962 a trăit în Franța, unde a frecventat cercurile intelectuale și artistice. După Războiul de Șase Zile din iunie 1967 a adoptat poziții conciliante în legatură cu rezolvarea conflictului israelo-arab, în anii 1960-1990 deținând rubrici săptămânale în numărul de vineri al cotidianului „Yediot Aharonot”,  Amos Kenan s-a făcut cunoscut prin mai multe cărți și mai ales prin cartea „Hadereh l'Ein Harod” („Drumul spre Ein Harod”),o distopie înfățișând un Israel viitor, guvernat de o juntă militară de extremă dreapta. 
Amos Kenan s-a ocupat și cu pictura și sculptura în stilul numit „ebraic”, care a experimentat folosirea de elemente din arta antică a Orientului Apropiat. A colaborat cu industriașul Stef Wertheimer în organizarea Muzeului în aer liber de la Tefen în Galileea.
Amos Kenan a murit la Tel Aviv în anul 2009 în urma unor complicații ale bolii Alzheimer. A fost căsătorit cu criticul și istoricul literar Nurit Graetz și a avut două fiice: ziarista Shlomtzion Kenan și cântăreața de muzică ușoară Rona Kenan.